# Summer Shesha
Summer Shesha (arabisch سمر شِشّة, DMG Samar Šišša) ist eine saudi-arabische Schauspielerin.

## Leben und Karriere
Shesha ist die Tochter von Amani Al Jameel, die ebenfalls Schauspielerin ist. Ihr Debüt gab sie 2013 in der Serie Kash. Für ihre Darstellung der Thoraya im Film Kayan wurde sie beim 8. Saudi Film Festival mit dem Goldenen Palm Award ausgezeichnet. Bekanntheit erlangte sie 2023 durch ihre Rolle in Crashing Eid. April 2024 erschien sie gemeinsam mit Ahmed Hatem, Marwan Hamed, Tara Emad und Menna Shalabi auf dem Cover der Vogue Arabia.

## Filmografie
Filme
- 2017: Exit 5
- 2020: Shams Al-Ma'arif
- 2022: Kayan
- 2023: Yesterday After Tomorrow
- 2023: To My Son

Serien
- 2013: Kash
- 2022: Very Nice
- 2023: Crashing Eid